# Поморийски залив и Източна Стара планина
Регион Поморийски залив и Източна Стара планина включва общините Айтос, Поморие и Руен. Той съчетава географски и климатични особености на Българското Черноморие и Стара планина.

## География
Район Поморийски залив и Източна Стара планина е разположен в Югоизточна България, на територията на област Бургас. Обхваща общините Поморие, Айтос и Руен с обща територия от 1510,07 кв. км. На изток районът има широк излаз на Черно море, на север и северозапад включва южните склонове на Източна Стара планина и част от района на задбалканските полета, долините на река Айтоска и река Луда Камчия и Бургаската низина. В южната си част характерен е равнинният релеф, в средната част – хълмистият релеф, а в северната – типично планинският (Старопланинската верига). През района преминава една от основните трансевропейски транспортни артерии TEN-T VIII – Дурас – Тирана – Кафтан/Kафасан – Скопие – Деве Баир – Гюешево – София – Пловдив – Бургас – (Варна).

### Релеф
Район Поморийски залив и Източна Стара планина се характеризира с разнообразен релеф, който включва морско крайбрежие, Поморийски залив, част от Стара планина, Бургаска низина. Територията на Община Айтос е заета от южните разклонения на невисоката Айтоска планина (до 700 м), чиито склонове на юг постепенно се снижават и се сливат с Айтоското поле. Характерни за релефа на Община Поморие са обширните крайморски тераси и хълмистите предпланински зони с надморска височина 300 – 350 м. Град Поморие е разположен на тесен скалист полуостров, вдаден 3,5 км в Черно море. Община Руен се отличава с планински и равнинен релеф, като в нейните граници попадат части от южните склонове на Източна Стара планина, долината на р. Луда Камчия и р. Хаджийска със средна надморска височина 302 м.

### Климат
Преобладаващ тип климат в района е умерено континенталният. Средните годишни температури варират от 8 °C до 12,6 °C. Районът се характеризира с мека зима, поради близостта до морето, като средните януарски температури запазват положителни стойности. През летните месеци температурите варират в рамките на 23 °C до 25 °C. Пролетта настъпва по-късно, а есента е по-продължителна. На изток силно влияние оказва Черно море със специфичната проява на ветрова циркулация. Преди изгрев слънце въздухът е наситен с озон и отрицателни йони, ултравиолетови лъчи и водни пари, което благоприятства лечението на горните дихателни пътища. Този тип климат благоприятства и за развитието на топлолюбиви култури.

### Води
В хидрографско отношение Айтоският край се разпределя между поречието на река Луда Камчия и няколко малки рекички, които се вливат направо в Черно море. Водните ресурси на района се формират от р. Луда Камчия, р. Хаджийска, р. Айтоска, р. Ахелой и съответните им притоци. С най-голямо значение за района е р. Айтоска. Тя извира от южните склонове на Малка Айтоска планина западно от село Тополица и след като протича през Айтоското поле, се влива в Бургаско езеро. Дължината ѝ е 32.5 км, като водите се използват предимно за напояване. Покрай левия ѝ бряг от гр. Айтос до устието ѝ преминава участъкът от трасето на жп линията София-Бургас, което създава живописна гледка. Районът е богат и на подземни води.
С основно значение за региона е Поморийското езеро. По своята същност то представлява свръхсолена лагуна с площ 760.83ха. е разположено на територията на Община Поморие. От него се добива морска сол на базата на изпарението на морската вода.
Езерото е естествено находище на лечебна кал, богата на минерали и микроелементи. Находището е с висока минерализация. От 2001 г. Поморийското езеро е защитена местност по българското законодателство.
С голямо водно богатство се отличават околностите на гр. Айтос. Подпочвени води има в местностите „Омарлията“, „Леската“ и „Герена“. Районът е богат и на минерални води. Старата слава на този край са били лековитите минерални извори на 15 км източно от града. Това са прочутите „Аква калиде“ на римляните, днешните Бургаски минерални бани. Между Айтос и село Пирне също е имало минерален извор и лековити бани. В северната част на Айтоско поле по разседна линия се намират няколко минерални извора: „Миризливата чешма“ при село Шиварово и тези при селата Череша, Ябълчево и Съединение. Минерална вода има и в района на с. Съдиево, която се бутилира за пиене. От дълбок сондаж при село Поляново блика геотермална вода с дебит 30 л/сек и температура 51 градуса по Целзий, която изтича свободно, без да се използва. Анализите показват, че не е подходяща за пиене, но има изключително добри лечебни качества. На територията на община Поморие са открити 2 находища на термоминерални води при с. Медово, по 1 находище при с. Каменар и край гр. Ахелой.

### Флора
Горският фонд заема площ от 20% от територията на района. Първостепенно значение имат общините Айтос и Руен, които попадат в пояса на равнинно-хълмистите дъбови гори. Преобладаващи дървесни видове със стопанско предназначение са: черен бор, бял бор, благун, цер, зимен дъб, космат дъб, източен бук, габър, липа, акация. Специфично за района е, че на територията на община Айтос, местността Трите Братя се намира единственото в България находище на бодливо сграбиче.

### Фауна
Фауната в района е с подчертано разнообразие, както по отношение на бозайниците, така и по отношение на птиците. Срещат се най-много диви свине, вълци, лисици, сърни и елени, а по полето – зайци, невестулки, таралежи. От влечугите се срещат змии и гущери.
Източноевропейският небесен друм – „Виа понтика“ на прелетните птици минава през Поморийското езеро, което е естествено място за гнездене на прелетни птици в голяма гама и разнообразие. Районът на гр. Айтос също е пункт от пътя на птиците. Напролет горите се изпълват с пойни птици – славеи, скорци, дроздове, кукувици. Единствено тук се среща редкият за страната вид черен бързолет. От врабчетата най-срещани са домашното врабче, полското врабче, овесарки (сива жълта, черноглава), разпространени са масово зърноядните птици като щиглици, зеленушки и конопарчета и много други. Тук обитават още пъдпъдъкът, гургулицата, чучулигата, яребицата, фазанът. Орелът се среща все по рядко. Гнездови находища на белоопашат мишелов са установени между Айтос и Лясково, а на малък креслив орел – край Айтос. Между селата Мъглен и Съдиево е наблюдаван и черен щъркел в гнездовия му период.

## Защитени територии
На територията на район Поморийски залив и Източна Стара Планина се намират следните защитени територии: Поморийско езеро, Корията, Добровански гъби, Блатно кокиче и защитена зона Поморие в Община Поморие, както и Трите цера, Вековният цер, „Професора“ (площ 5 ха, скално образувание) в Община Руен.

### Защитени местности
Трите цера
Местността се намира в община Руен и е естествено находище на червен божур. Червеният божур е многогодишно тревисто растение, цъфти през месеци май-юни. В община Руен червеният божур е широко разпространен. Той се среща в местността между Шиварово – Планиница – Каравельово и в местността Гермето, село Топчийско. Частично се среща и в други местности в община Руен.
Чаирите
Местност „Чаирите“се намира в землище на с. Горица, община Поморие. Обикновеното блатно кокиче е тревисто многогодишно растение. Има невероятни лечебни свойства и е включено в Червената книга на България с категория „застрашен вид“. Цъфти през месеци април – май. В естествените си находища в страната, при достатъчно влага и хранителни вещества, то расте на едно и също място десетилетия и се размножава чрез семена и луковици. Растението съдържа алкалоида „галантамин“, от който се произвеждат различни лекарствени препарати, като нивалинът например. Нивалинът е открит от българския лекар и учен Димитър Пасков, носител на международната награда за наука Оскар (1961 г.). Находището в местността „Чаирите“ е със статут на Защитена местност, с цел опазване на ценното лечебно растение.
Камчийска планина
Камчийска планина формира северната част на крайморския дял на Стара планина. На изток граничи с Черно море, на север достига до долината на река Камчия, на запад и северозапад границата ѝ е река Луда Камчия, а на юг достига до река Двойница и седловината, отделяща я от Еминската планина. Тя е защитена зона по директивата за птиците.
Основните местообитания са горските, представени от чисти дъбови и букови гори и смесени широколистни гори с преобладаване на цер /Quercus cerris/, благун /Quercus frainetto/, горун /Quercus dalechampii/, източен бук /Fagus orientalis/, мизийски бук /Fagus sylvatica/, сребролистна липа /Tilia tomentosa/. Около 40% от горите са издънкови.
В района на Камчийска планина са установени 189 вида птици, от които 47 са включени в Червената книга на България (1985). От срещащите се видове 81 са от европейско природозащитно значение (SPEC) (BirdLife International, 2004). Като световно застрашени в категория SPEC1 са включени 9 вида, а като застрашени в Европа съответно в категория SPEC2 – 22 вида, в SPEC3 – 50 вида.
Поморийско езеро
Поморийското езеро също като Камчийската планина е защитена зона по Директива за птиците. Влажната зона предлага рядко съчетание на условия за живот, които позволяват развитието на много рядък комплекс от соленолюбива растителност и животни, приспособени към тази соленост, част, от които могат да се видят единствено тук.
Разположението на езерото на западния бряг на Черно море, по протежението на който преминава втория по големина миграционен път на птиците в Европа – Via Pontica – обуславя голямото разнообразие от птици (268 вида), което може да се наблюдава през различните сезони на годината. Има построени природозащитни изкуствени островчета, където гнездят колонии от речни и гривести рибарки, саблеклюни и други.
Висшите растения са представени от общо 87 вида, 13 са включени в Червената книга на България.
Емине
Емине е едно от най-важните места в страната от значение за Европейския съюз за този вид, както и за големия маслинов присмехулник /Hippolais olivetorum/, горската чучулига /Lullula arborea/, полубеловратата мухоловка /Ficedula semitorquata/ и др.
Находище на бодливо сграбиче
Находище на защитеното растение бодливо сграбиче (айтоски клин / айтоски генгер) се намира на територията на община Айтос.
Това е рядък растителен вид, който за цяла Европа се среща единствено тук. То е сухолюбив растителен вид, водещ началото си от предноазиатската ксеротермична област. Представлява ниско бодливо храстче с дребни сребристоокосмени листа. Природната картина на местностите край града, където расте, наподобява на степен или полупустинен ландшафт. Като рядък вид бодливото сграбиче е включено в списъка на защитените от Закона за защита на растенията. Цъфти през месеци юли-юли.
Кара пелит
Църковната кория Кара пелит (черен цер) представлява специфично и уникално по дълговечност насаждение от летен дъб, запазено още от времето на Османското владичество. Тя се простира на площ от 150 дка. Засадена е преди повече от 500 години с жълъди, донесени от полуостров Света гора, Гърция.
Това е единствената в страната изкуствено залесена гора с летен дъб с толкова древна история. Гората изпъква с огромните си дървета и представлява единствената дървесна растителност, разположена сред обширна и плодородна равнина. Най-старите дървета са на възраст около 400 години.
Чудните скали
Скалният феномен Чудните скали се намира на 4 км от село Аспарухово, община Дългопол, област Варна. Обявен е за природна забележителност през 1949 г. и обхваща площ от 12,5 ха на брега на язовир „Цонево“. Природната забележителност е структурирана от три скални масива, в които са групирани около десетина красиви скални игли с височина 40 – 50 м, наподобяващи кули на замък. Феноменът е с карстов произход, като през трите масива има три прокопани тунела, през които минава автомобилен път.
Свинската глава
Намира се в община Руен, в землището на с. Добромир. Скално образувание, чийто очертания много наподобяват фигура на свинска глава, формирано в местността „Затворения камък“. Намира се на юг от скалния феномен „Чудните скали“. Образувано е при ветровото и термално изветряне и денудацията на ценомански пясъчници. Хората са оценили неговия чар, който привлича интереса на туристите. Надморска височина 250 м.
Добровански гъби
Намират се в Община Поморие, между селата Сини рид и Козичино. Това са три скални образувания с форма на огромни гъби върху един от хълмовете край старото село Доброван. Те са разположени в редица на разстояние около 10 м една от друга, малко грубовати и с килнати гугли. Най-голяма и красива е средната гъба. Височината ѝ е около 4 м, също толкова е диаметърът на гуглата ѝ. Трите гъби, макар че са разположени на хълма, стоят във вдлъбнатини, като че ли нарочно са откопавани, за да се покажат пред очите на хората с цялата си красота. Постепенно пънчетата им изтъняват, а от гуглите им се отцепват малки скални късове, което с времето ще доведе до тяхното естествено разрушаване. Доброванските гъби са малко известни, но са наистина много впечатляващи и са обявени за природна забележителност.
Трите братя
Представлява една невероятна композиция от три големи скали, изваяна от природата – причудливо образувание във формата на човешки фигури. Издигат се на 200 м надморска височина в местността „Казаните“, част са от лесопарк „Славеева река“ в община Айтос. „Трите братя“ заема площ от 1 ха. и наподобява трима великани.
За тези причудливи форми народът е измислил легенда, която разказва за трима братя – юнаци, които водели люти битки в защита на народа от подтисниците. Скалите, по които стъпвали, се огъвали под тежките им кралимарковски стъпки и оставали големи вдлъбнатини – широки и дълбоки, колкото казани. Затова местността получила името „Казаните“. Вечер, когато се прибирали от бойното поле, братята се превръщали в три сини скали, за да се скрият от враговете си. И така след всяка битка. От древността до днес, извисили огромните си скални тела над града, братята продължават да бдят за мира и спокойствието му.
От 1972 г. „Трите братя“ са обявени за природна забележителност, намират се в държавния горски фонд и се охраняват от Държавното лесничейство.
Посетителите на региона могат да се насладят и да научат историята още на скалните образувания „Професорът“, „Момини гърди“, „Затворен камък“, местност „Белия камък“, „Средната скала“ и „Високата скала“, „Ярамаз кая“, мост „Чуветлян“.

### Пещери
На територията на региона посетителите могат да се насладят на повче от 15 пещери и пещерни структури с различна дълбочинаи условия вътре в тях.
Голяма пещера се намира в с. Ясеново, община Руен и има обща дължина 91 м. Това е най-дългата пещера на територията на район „Поморийски и Източна Стара планина“. Втора след нея се нарежда Терзийска пещера, която може да бъде видяна в Старопланинска област, с. Добромир, община Руен. Пещерата е с наклон до 45 % и обща дължина 84 м. Друга пещера в региона носи същото име, в близост до село Рупча, с дължина от 51 м.
Една от малкото пещери, които са изследвани, но до момента няма данни за достъп до нея е Боазката дупка. Разположена до с. Дъскотна, община Руен, тя е с дължина от 25 м и един етаж, които крие и разклонения.
Пещерите Кьоклика и Дупката при старите лозя са най-малки по дължина /само 11 м/, но впечатляват с вътрешността си. И двете са разположени в Старопланинска област. Дупката при старите лозя е пропастна пещера, която е едноетажна и разполага с разклонения.
На територията на района туристите могат да се насладят още на пещерите: Терзийска пещера, Ярешката пещера, Язовината, Промката, Ваклината дупка, Мечата дупка, Курт кая, Лисичарника, Лисунгера, Терзиева дупка.

## Забележителности

### Тракийска антична куполна гробница
Гробницата се намира под насипа на могила на 5 км западно от гр. Поморие. Датирана е от ІІ – ІV в. сл. Хр. Смята се, че тя е служила за хероон (мавзолей) на богата анхиалска фамилия, в който са се извършвани религиозни езически ритуали. Построена е през римската епоха. Реставрация и консервация са направени през 1958 – 1959 г. Персоналът на Историческия музей в Поморие обслужва посетителите на гробницата на български и руски език. Обявена е за паметник на културата с национално значение през 1965 г.
Гробницата се състои от коридор (дромос) с дължина 22 м и кръгла камера с диаметър 11,60 м и височина 5,50 м. Изградена е от камък и тухли. Гробницата е засводена с полуцилиндричен свод, в центъра на който има куха колона с диаметър 3,30 м, която се разширява нагоре и слива с външната стена. От вътрешната стена на кухата колона е имало вита каменна стълба, която е отвеждала на повърхността на могилата. По околовръстната стена на гробницата има пет ниши, в които са били поставяни урните на покойниците. Предполага се, че стените са били изрисувани, но днес посетителите могат да видят само следи от зелена мазилка. Гробницата е единствена по рода си на Балканския полуостров. Архитектурата и градежът ѝ и до днес впечатляват с перфектното изпълнение. Много архитекти от цял свят изучават гробницата, за да разгадаят тайната на гъбообразния ѝ купол.

### Археологически резерват „Козарева могила“
Намира се в община Поморие, край гр. Каблешково. Време на основаване – V хилядолетие пр. Хр. Тепърва предстои социализация, консервация и разработване на обекта. Според археолозите това е голямо научно откритие, което доказва началото на истинската цивилизация в самото селище, а не извън него. Според учените това е знак за своеобразно „индустриално“ производство на различни глинени съдове. Откритият древен грънчарски център е доказателство, че 5 хиляди години преди Христа цивилизацията се е зародила точно по нашето крайбрежие.

### Исторически музей, Поморие
Исторически музей – Поморие е разположен в старата градска част. Сградата е обявена за архитектурен паметник с местно значение. В залите ѝ са представени експонати от отдел Археология, Етнография и Нова и най-нова история. Археологическата експозиция е разпределена в няколко зали: „Праистория“, „Предримски Анхиало“, „Римски и средновековен Анхиало“ и „Нумизматика“. В музейната експозиция е представен животът в района на Поморие от най-дълбока древност до Възраждането (края на XІV в.). В залите на музея е показано и богатото разнообразие в културата и бита на населението на Поморийския край от края на XIX и началото на XX в. Представени са и експонати, стари фотоси, както и интересни макети, разкриващи историята, атмосферата и народопсихологията на града. Благодарение на художествената си колекция Исторически музей – Поморие и Община Поморие се нареждат сред притежателите на едни от най-богатите сбирки на произведения на живописта по цялото Черноморие. В експозицията са изложени платна на утвърдени и известни художници от Поморие, Бургас, страната и чужбина.
От юни 2013 г. в музея е открита експозиция Анхиало през Възраждането – от началото на XVIII в. до Освобождението. Материална и духовна култура на населението от Анхиалския край (края на XIX – средата на XX в.) В музея се провеждат летни тържества, посветени на различни народни празници.

### Музей на солта
Намира се в Община Поморие, на брега на Поморийското езеро. Основан е на 7 септември 2002 г.
Музеят е създаден с финансовата подкрепа на ЕС, Република България и Община Поморие. Посетителите се обслужват на български и руски език.
Единственият в България и на Балканския полуостров специализиран музей за производството на сол чрез слънчево изпарение на морска вода. Запазени са действащи по старинна технология солници. Едновременно с добива на сол се получава и поморийската луга, лекуваща заболявания на костната система и кожата.
Методът на производство на сол чрез слънчево изпарение на морска вода е известен като „древна анхиалска технология“. В експозицията на музея има богат снимков материал, оригинални инструменти и други експонати. Едновременно с това посетителите могат да се разходят из действащите солници, да видят „на живо“ всички технологични операции, да разговарят със соларите, да усетят автентичната атмосфера на миналото.

### Етнографски комплекс „Генгер“
Етнографски комплекс „Генгер“ се намира в гр. Айтос и е отворен за посещение целогодишно. Действащата на открито етнографска експозиция представя най-типичните за Айтоския край народни художествени занаяти. Етнографски комплекс „Генгер“ включва административна сграда с кафене, механа „Воденицата“, хлебарница, винарна, грънчарска, медникарска и кошничарска работилници, ателиета за приложни изкуства (в което се изработват сувенири) и художествено плетиво. Всяко от уникалните произведения на изкуството носи почерка на талантлив майстор. В ателиетата му са запазени интериорът и инструментите, използвани през ХІХ век. Гостите могат сами да опитат да изработят например произведение от мед за спомен.
В изградената грънчарска работилница работи потомък на най-стария грънчарски род в Айтос. Запазен е автентичният инструментариум, ръчната обработка на глината и колелото, на което предците на днешния занаятчия са изработвали глинени съдове. Гостите могат да видят отделните етапи на ръчното грънчарско производство и уникални образци на грънчарския занаят.

### Паметник на Пейо К. Яворов
Намира се в гр. Поморие. В знак на признателност към поета и революционер П. К. Яворов в Поморие, на самия бряг на морето, стои белокаменна статуя. Тук са „Яворовите скали“, „Яворовата градина“, булеварда „Яворов“. Повече от 50 години, всяко лято край паметника на поета се откриват „Яворовите дни“. С богатата си културна програма събират много почитатели от цялата страна. Автор на паметника е Иван Блажев, а годината на създаване – 1959 г.

### Бабина момина чешма
Намира се в с. Вресово, община Руен. От поколение на поколение се предава легендата за злощастна мома, опитала се да пребори суеверията с мъдрост и решителност. Това място се славело като свърталище на нощни самодиви, таласъми, караконджоли и други зли сили, с които местните хора взаимно се плашели.

## Читалища
Трите общини в региона могат да се похвалят със съхранени традиции и организирана читалищна дейност.

### Народно читалище „Просвета – 1888“
Намира се в гр. Поморие. Читалище „Просвета“ се грижи за организацията на множество събития, от които: „Яворови тържества в Поморие“ през юли, празници „Море от вино“, концерт „Национална седмица на морето“, Фестивал на духовите оркестри и мажоретни състави „Ритъмът на морето“, „Дамаджан вечеринка“ – 14 февруари, Сирни Заговезни – Кукерски карнавал по улиците на гр. Поморие; Оценяване на кукерски маски в читалището, „Палитра от изкуства“ – май, Ателие за народни приложни изкуства, Уъркшоп „Солта на живота“, ежемесечни театри, излъчване на филми, изложби и др.
Читалище „Просвета“ е основано през 1888 г. и разполага с библиотека с фонд от над 60 258 единици и над 1000 читатели. Читалищният театър е със 108-годишна история и многобройни национални и балкански награди през последните 6 години. Към читалището има мажоретен състав и школа за характерни танци, студии „Детски театър“ и „Художествено слово“, клуб по състезателни танци, клуб „Краезнание“, клуб по евроинтеграция и други. Драматичен театър „Просвета“ към читалището е един от най-добрите любителски състави в страната.
Читалището е основен изпълнител и организатор на общинската културна програма. Днес народно читалище „Просвета 1888“ се помещава в новооткритата през 2012 г. сграда, изградена изцяло от стомана и стъкло, с модерно оборудване и 350 местен киносалон.

### Народно читалище „Светлина – 1939“
Намира се в гр. Поморие. Читалище „Светлина-1939“ се грижи за организацията на редица събития, от които: Националният тракийски фолклорен събор „Гергьовден“, Празникът на гр. Поморие, „Любовта е солена“, Песенен конкурс „Бисери от Поморийския бряг“, Национален театрален фестивал „Сцена на морето“ с участие на международни театри.
Читалище „Светлина“ е основано през 1939 г., разполага с библиотека с фонд 23 000 единици и с над 450 читатели. Към читалището има интернет център, създаден по програма „Читалища“, детски куклен театър, скаутски клуб, музикална школа – акордеон и пиано, школа „Изобразително изкуство“, група изворен фолклор, езикови курсове по програма „Аз мога“ и „Аз мога повече“. Към читалището е сформиран Детски театрален състав – „Светулка“. Членува в читалищно сдружение „Читалища от община Поморие“.

### Народно читалище „Самообразование – 1928“
Намира се в с. Гълъбец, община Поморие. Има библиотека със 7202 тома. Членува в читалищно сдружение Читалища от община Поморие.
От 2008 г. насам, читалището разполага и с етнографска сбирка, дарение от местното население. Експозиционната площ е организирана в три раздела – труд, бит и култура и е репродукция на етнографска къща. Освен характерните за региона съдове и оръжия на труда, са разгледани подробно и два обичая: „на седянка“ или т.н. „на раздумка“ и „коледуване“. Проследен е пътя на вълната от стригането, прането, преденето и тъкането, до крайната продукция. Поминъкът на местното население е представен и чрез по-обемни експонати в двора на читалището като рало, дикан.

## Религиозни сгради

### Църква „Рождество на Пресвета Богородица“
Намира се в гр. Поморие. Този храм е построен в чест и памет на Рождеството на Пресвета Богородица и съграден за слава на Светата и Животворяща Троица през 1890 г. от първомайстор Генчо Кънев. Поради смъртта на първомайстора някой от елементите на църквата са останали незавършени. Тя е замислена като централна куполна сграда. Наосът е почти квадратен, освободен от всякакви допълнителни елементи, като върху четири колони издигнати в средата му, е трябвало да бъде построен внушителен купол. Той не е бил издигнат, а на негово място е изграден почти плосък сляп купол. Останалите полета от покритието са с балдахинови сводове.
Първоначално иконостасът е бил грубо направен. Той затваря единствено отвора на широката апсида, като страничните му крила лягат плътно върху източната стена на наоса /вътрешната част на един храм /. През 1891 г. църквата е осветена от Сливенския Митрополит Геврасий. В 1909 – 1911 г. иконостасът е допълнен с две странични крила, царските двери са пренесени от по-стар иконостас, а иконите са копия на руски икони.
През 1959 г. църквата е основно преустроена. Стенописите са изографисани от художниците Н. Ростовцев, К. Йорданов и А. Сорокин в духа на академичната иконопис, а иконостасът се подменя с резбован – дело на К. Кошаревски. В подиконните пана са разработени битови сцени от ежедневието на поморийските жители.

### Църква „Преображение Господне“
Намира с в гр. Поморие. Църквата „Преображение Господне“ в Поморие е най-старата постройка в града, градена през 1763 – 1764 г., завършена и осветена през 1765 г. Тя е изградена на мястото на по-малък храм, съществуващ от IX в., разрушен през 1760 г.
Църквата е трикорабна масивна правоъгълна сграда с дъсчени тавани, без външни кубета, с вътрешни сводове. Тя е единствената църква в целия християнски свят без олтарна обсида на изток. Покрита е с двускатен покрив, с обширно вътрешно пространство, по 2 прозореца на северната и южната страна, както и 2 врати: южна – по-голяма и западна – по-малка. Храмовата посторйка е изградена изцяло от камък, с дървени пояси и спънки между поясите и ъглите. Иконостасът е изработен изцяло от дърворезба, в която са употребени разнообразни флорални мотиви. На иконостаса са поставени 17 големи икони от царския ред, изписани от различни зографи през XVII-XVIII в., а някои икони са от XVI в. Във втория апостолски ред има 33 малки икони – апостолски, празнични и светителски. Под царската икона на Иисус Христос – в Солея, се намира малко аязмо със светена вода, извираща от каменна плоча с дебелина 20 – 25 см. Изворчето е наречено от християните „Сълзите на Христос“.
Оригиналният архитектурен план и богатата високохудожествена вътрешна украса на църквата я прави уникална, за което е обявена за художествен паметник на културата.

### Църква „Св. Параскева“
Намира с в гр. Поморие. На 26 юли 2012 г., когато Светата Църква почита Св. Параскева Римлянка, Негово Високопреосвещенство Сливенският митрополит Йоаникий освети новопостроения храм в с. Каменар.
От дълбока древност край село Каменар блика аязмо, което е свързано със Св. Параскева Римлянка. Според устно предание един гръцки чифликчия – Саламара – намерил златно съкровище до яазмото и го дарил за построяване на училище и храм в селото. Така през 1850 г. е построена единствената в с. Каменар църква – „Св. Параскева Римлянка“. В нея на проскинитарий е поставена голяма икона на светицата. Когато през 1903 г. избухва пожар в каменарското селище и пламъците се насочили към селото, разтревожените християни изнесли иконата от храма и застанали с нея срещу огъня. И станало чудото! Вятърът обърнал посоката си и селото било спасено. Това станало в навечерието на празника на Св. Параскева, заради което и до днес местните жители още от вечерта се стичат към аязмото, за да се поклонят и отдадат своята почит на светицата спасителка.
През годините външното състояние на църквата се влошава и се налага тя да бъде разрушена през 1999 г., като веднага след това започва изграждането на нова. След няколко години работа църквата е завършена и с помощта на дарения и активното спомоществователство на Община Поморие.

### Църква и параклис „Св. Димитрий Солунски“
Намират се в гр. Айтос. Тържественото освещаване на храма е на 20.10.1844 г. В непосредствена близост до нея е имало християнско гробище. В двора на църквата е открито първото българско училище в града. През 1902 г. близо до църквата е построен параклис – костница в памет на загиналите в Освободителната война руски воини.
Първият български свещеник в него е Апостол Дяков, ръкоположен от Сливенския митрополит Серафим през 1873 г. Св. Димитър Солунски е покровител и патрон на Айтос. На Димитровден гражданите на Айтос традиционно загърбват ежедневните си проблеми и отварят сърцата си като за голям празник.

### Мъжки манастир „Св. Георги“
Намира се в гр. Поморие. Основан през 1856 г. Манастирът „Свети Георги“ е единственият действащ мъжки манастир в Югоизточна България и представлява забележителен паметник на архитектурата от Възраждането. Мраморен релеф от II-III в. с образа на тракийския конник, показва, че на това място е имало тракийско светилище. През VII в. във византийската епоха тук се е издигала християнска обител. Първоначално сградата е била еднокорабна, но била опожарена и разрушена от турците, за което свидетелства голямата обгоряла икона на Св. Георги от 1607 г. и трите малки икони – „Св. Харалампий“ от 1816 г., „Св. Георги“ и „Източник изцеления“ от 1818 г.
През 1856 г. се изгражда нов храм, като старият остава и до днес под неговия купол. В Манастира се съхраняват много ценни образци на иконографското изкуство от XVIII век и началото на XIX век.
Сегашната църква е издигната през 1856 г. със средствата на християнското население. Липсват стенописи, поради сравнително новия архитектурен облик на църквата, а олтарът е изработен от неизвестен майстор. Изключително ценни са иконите на Света Богородица, Свети Георги, Свети Мина и Свети Николай, датиращи от XIX в. През 1945 г. манастирската църква се разширява, когато се дострояват два странични престола на Свети Николай Мириклийски и на Свети мъченици Вяра, Надежда, Любов и София. Интерес представлява и каменната икона на Свети Георги, намираща се над входа на църквата. През 60-те години на XX в. е била построена и камбанарията на манастира с височина около 20 м.

### Манастир „Св. св. Йоаким и Анна“
Намира се на около 3 км северно от с. Люляково, община Руен. Възроден през XX век. Според местните предания е вдигнат върху основите на средновековен манастир, в който е завършил дните си като скромен монах покръстителят на България княз Борис I.
Съседното село било известно с името Граматиково, от което може да се съди, че тук се е извършвала книжовна дейност. Село Люляково е ислямизирано през XVІІ – XVІІІ век. Населението, което не приема исляма е избито, а друга част успява да намери спасение в непристъпните гори на Странджа планина. Около 1690 г. светата обител е разорена с огън и меч и престава да съществува за около 300 години. Учителят от Люляково Георги Иванов през 1927 г. в летописната книга на училището пише, че в местността „Куванлъка“ е имало параклис с размери 6 – 8 м дължина и 3 – 4 м ширина.
През 1948 г. заселилият се в село Люляково от шопския край мъж на име Павел, скромен и набожен човек, имал странната дарба да сънува Светии. Една вечер получил странно съновидение, което го отвело на поляна, където сега е манастира. Бил воден от Светиите, чието име днес носи манастира. Същата нощ той станал и отишъл на посоченото му място, разкопал, където му били показали Светиите и открил руини, а между тях кръст и Великденско яйце. На същото място Павел с подкрепата на местните селяни издигнал малък параклис.
До 1956 г. селяните от Люляково, Завет и от цяла Източна Стара планина се събирали на святото място, за да празнуват с курбан християнските празници. Като се образувало ТКЗС-то, властите разгонили вярващите. Останало без поддръжка параклисчето западало и се разрушило.
И така до 1984 г. когато хлебаря от град Айтос Димитър Атанасов получава съновидение, че трябва да възстанови манастира. След години Димитър убедил местните да проверят истинността на виденията му, разкопали високата планинска поляна и намерили стари гробове и кости, които, по думите на Димитър, били отнесени от някакви музейни работници незнайно къде. На същото място с доброволни дарения е построено малкото едноетажно параклисче, за да се маркира като святото мястото на легендарния Заветски манастир. Според хлебаря наблизо има и аязмо със светена вода, което ще трябва тепърва да бъде преоткрито, разчистено и каптирано.
Голяма заслуга за доизграждането на манастира има настоящият му игумен архимандрит Партений, който се заселва по тези места преди 12-ина години.
Първият монашески постриг в св. Обител е извършен от негово Високопреосвещенство Сливенския Митрополит Иоаникий на 02.09.2007 г. Продължава работата по доизграждането на Обителта.

### Джамия „Султан Баязид Вели“
Намира се в гр. Айтос. В центъра на града, една от първите построена в България през 1435 година и е обявена за исторически паметник.
На територията на регион „Поморийски залив и Източна Стара планина“ са изградени десетки християнски и мюсюлмански празници. В някои населени места се изповядва предимно исляма и там православните храмове отварят врати само на големи празници. Населението в региона съжителства без етнически сблъсици, отворено към света и новостите.

## Транспорт
Морски транспорт
Морският транспорт в региона се осъществява само от пристанището в Поморие. То обслужва пътнически корабчета и яхти, както и риболовни лодки.
Други видове
Дължината на общинските пътища на територията на Община Поморие е 150,3 км, като само 11% от тях са първокласни пътища. С най-голяма значимост е транспортния коридор Дуранкулак – Варна – Бургас – М. Търново. Транспортното направление Бургас – Каблешково – Дюлински проход е второто по важност.
През територията на Община Айтос преминава първокласен път София – Бургас и второкласен – за гр. Провадия (Варна). Останалите пътища са четвъртокласни с обща дължина от 98,20 км, състоянието им е задоволително. През общината преминава жп линия София – Бургас.
Пътната мрежа в община Руен е с обща дължина от 203 км, като 76 км са третокласни, а останалите са четвъртокласни. Главната пътна артерия е път III-701 Силистра-Тервел-Айтос, която свързва общината с националната пътна мрежа. От голямо значение са пътищата Руен – Просеник – Горица и Просеник – Ръжица – Айтос, които са пътна връзка с общините Айтос, Поморие и Несебър.

## Ежегодни спортни събития
| Събитие                                                                                          | Място на провеждане                                        | Период на провеждане |
| ------------------------------------------------------------------------------------------------ | ---------------------------------------------------------- | -------------------- |
| Общински турнир по борба „Мазни борби“                                                           | с. Руен                                                    | Май                  |
| Традиционен турнир по шахмат за Купата на Айтос                                                  | Община Айтос Отдел „КОВЗС“ Училищата ШК „Аетос-64“ – Айтос | Октомври             |
| Традиционен турнир по тенис на маса за купата на Айтос                                           | Община Айтос Отдел „КОВЗС“ Училищата                       | Октомври             |
| Церемония по награждаване на 10-те най-добри спортисти                                           | гр. Поморие                                                | Декември             |
| Ветроходна регата                                                                                | гр. Поморие                                                | Юни                  |
| Ден на българския спорт                                                                          | гр. Поморие                                                | Май                  |
| Турнир по Спортни танци – Купата на община Поморие                                               | гр. Поморие                                                | Май                  |
| Турнир по Аматьорски футбол на малки вратички – Купа „Гергьовден“                                | гр. Поморие                                                | Септември            |
| Държавно първенство по Канадска борба – всички възрастови групи                                  | гр. Поморие                                                | Април                |
| Световен семинар по традиционно Джу-Джуцо и международна Будо Гала по традиционни Бойни Изкуства | гр. Поморие                                                | Април                |
| Европейски шампионат по Мотокрос                                                                 | гр. Поморие                                                | Март                 |

## Села в региона
Община Поморие
| В община Поморие | Села на територията на общината |
| ---------------- | ------------------------------- |
| Поморие          | с. Александрово                 |
| Поморие          | с. Горица                       |
| Поморие          | с. Гълъбец                      |
| Поморие          | с. Козичино                     |
| Поморие          | с. Медово                       |
| Поморие          | с. Порой                        |

Община Айтос
| В община Айтос | Села на територията на общината |
| -------------- | ------------------------------- |
| Айтос          | с. Карагеоргиево                |
| Айтос          | с. Лясково                      |
| Айтос          | с. Пещерско                     |
| Айтос          | с. Пирне                        |
| Айтос          | с. Съдиево                      |
| Айтос          | с. Чукарка                      |

Община Руен
| В община Руен | Села на територията на общината |
| ------------- | ------------------------------- |
| Руен          | с. Билка                        |
| Руен          | с. Добра поляна                 |
| Руен          | с. Заимчево                     |
| Руен          | с. Вресово                      |
| Руен          | с. Люляково                     |
| Руен          | с. Сини Рид                     |
| Руен          | с. Струя                        |